# Lśnienie (powieść)
Lśnienie (ang. The Shining) – powieść autorstwa Stephena Kinga, wydana w 1977 roku. Po raz pierwszy opublikowana w Polsce pod tytułem Jasność przez wydawnictwo Iskry w 1990 roku (ISBN 83-207-1340-4). W kolejnych latach wydawana już pod tytułem Lśnienie.

## Opis fabuły
Akcja powieści rozgrywa się w hotelu Panorama (ang. The Overlook), położonym wysoko w górach, gdzie Jack Torrance z żoną i małym synkiem ma zostać na zimę, by go doglądać. Jack ma duże problemy ze sobą i swoją twórczością (jest pisarzem), a jego syn Danny ma zdolności parapsychiczne (zdolność lśnienia), dzięki którym widzi wiele makabrycznych scen, odgrywających się przed laty w opuszczonym hotelu. Obaj wraz z ojcem wyczuwają, że w Panoramie nie są sami.

## Ekranizacje
Książka została dwukrotnie zekranizowana. W 1980 roku Stanley Kubrick nakręcił kinową adaptację powieści, zatytułowaną Lśnienie. Drugą adaptacją jest powstały w 1997 roku miniserial Micka Garrisa, także zatytułowany Lśnienie. Scenariusz do tej wersji został napisany przez Stephena Kinga.

## Postacie

### Wendy Torrance
Winifred "Wendy" Torrance – miała nieszczęśliwe dzieciństwo – jej matka była oschła i zimna, a jej siostra Aileen zmarła, gdy Wendy miała lat 10. W okresie dorosłym Wendy poślubiła Jacka Torrance'a, alkoholika. Mieli razem dziecko – Danny'ego, lecz Jack złamał mu rękę, gdy ten miał 3 lata. Po tym wydarzeniu ich małżeństwo stopniowo się rozpadało. Jack później przestał pić, lecz Wendy wciąż miała mu za złe złamanie ręki synowi. Sama Wendy winiła się o to, że zazdrości mężowi kontaktów z synem. Uważała to zachowanie za podobne do jej matki. W hotelu Panorama Wendy najmniej odczuwała obecność duchów. Nic się jej nie objawiło z wyjątkiem masek i ozdób w windzie i odgłosów balu w sali Colorado. Wraz z Dannym i Dickiem Hallorannem uciekła z hotelu, zostawiając Jacka, by zginął w wybuchu.
W filmie Lśnienie w reż. Stanleya Kubricka rolę Wendy zagrała Shelley Duvall.

### Danny Torrance
Danny Torrance jest niespełna 6-letnim chłopcem o paranormalnych umiejętnościach – umiejętnościach lśnienia. Z początku jego wizje objawia mu Tony, który wbrew przekonaniom lekarzy i rodziców Danny'ego, nie jest wyimaginowanym przyjacielem, lecz swego rodzaju duchem nawiedzającym chłopca. W wieku 2 lat jego ojciec, Jack Torrance, złamał mu rękę. Od dzieciństwa towarzyszyły mu dziwne zjawiska, lecz tylko jego matka, Wendy Torrance, zdawała sobie sprawę, że to nie są zwykłe przypadki. W hotelu Panorama jemu pierwszemu przytrafiały się wizje przeszłości. Z początku był to widok krwi na lustrze w pokoju prezydenckim i widok szybko zniknął, lecz z czasem Danny widział coraz więcej. Zaczynał odczuwać obecność innych ludzi w hotelu, aż w końcu spotkał się ze zmarłą lokatorką pokoju 217, która próbowała go udusić. Pod koniec pobytu w hotelu Danny dostrzegał już wszystkie duchy nawiedzające Panoramę, które próbowały go zabić, a także rozumiał, iż jego ojciec wpadł w obłęd. Przywołał za pomocą lśnienia Dicka Halloranna, aby przyjechał i im pomógł. Tak się rzeczywiście stało i Danny z matką oraz z panem Hallorannem uciekli z Panoramy, która zawaliła się wskutek wybuchu pieca w piwnicy.

### Dick Hallorann
Dick Hallorann był ciemnoskórym kucharzem hotelu Panorama. Podobnie jak Danny Torrance, posiadał umiejętności lśnienia, które miał odziedziczyć po babce. Przed wizjami zawsze czuł zapach pomarańczy. Często przeklinał, lecz miał dobre serce. To właśnie on zwrócił Danny'emu uwagę i powiedział mu, by w razie potrzeby użył zdolności lśnienia i przywołał go, gdyż ten wyjeżdża na Florydę. Danny zrobił to i Dick przebył długą drogę, by wrócić do hotelu. Na miejscu pomaga Wendy i Danny'emu uciec z hotelu, mimo iż sam został ranny przez ruszające się zwierzęta z żywopłotu. W późniejszym okresie bardzo przyjaźni się z Dannym.
W filmowej adaptacji Lśnienia Hallorann zostaje zamordowany przez Jacka Torrance.

### Stuart Ullman
Stuart Ullman jest kierownikiem hotelu Panorama. Na ciężką zimę zatrudnia stróża, który opiekuje się hotelem. Sam wyjeżdża wtedy by prowadzić inny hotel, lecz jak sam przyznaje, jest to dziura finansowa. Jacka Torrance'a zatrudnia z niechęcią, lecz przestrzega go, że nie każdy potrafi wytrzymywać tak długi czas przebywając wyłącznie z rodziną. Ma on na myśli przypadek Delberta Grady'ego. W późniejszym okresie Jack dzwoni do Ullmana, początkowo, by pytać go o historię hotelu, którą Stuart celowo zataił, lecz w pewnym momencie posuwa się za daleko i obraża swojego pracodawcę. Mimo to pozostaje na miejscu, gdyż jego przyjaciel Al Shockley ma duże udziały w hotelu.
W filmie Lśnienie adaptującym powieść jego rolę odgrywa Barry Nelson.

### Lloyd
Lloyd – w powieści nie pojawia się jego nazwisko, a wiadomo o nim tyle, że jest barmanem, dobrze znającym się na swoim fachu. Zmarł przed przybyciem Jacka Torrance'a do hotelu Panorama. W hierarchii duchów nawiedzających Panoramę nie posiadał wysokiej pozycji, aczkolwiek sporo wiedział o planach dyrektora hotelu. Jest jedną z pierwszych zjaw nawiedzających Jacka, aczkolwiek nigdy nie nawiedził ani Wendy, ani Danny'ego. Zaskarbił sobie przyjaźń Jacka, który zwierzał mu się ze swoich problemów. Jack często o nim mówił, iż był "najlepszym z nich wszystkich".

### Delbert Grady
Delbert Grady był jednym z duchów nawiedzających hotel Panorama. Za życia został zatrudniony w owym hotelu, lecz popadł w obłęd i zamordował swoją żonę oraz dwie córki-bliźniaczki, w wyjątkowo makabryczny sposób (pociął je na kawałki siekierą), po czym sam strzelił sobie w głowę z dubeltówki. Od tamtej pory nawiedzał gości Panoramy. Namawiał Jacka Torrance'a by ten "ukarał" swoją żonę i syna, tak jak on to zrobił. Jako duch zajmował pozycję lokaja. W ostateczności pomógł Jackowi uwalniając go ze spiżarni, w której zamknęła go jego żona Wendy.
W filmie jego rolę odgrywa Philip Stone.